# ローナ・ハートナー
ローナ・ハートナー（Rona Hartner, 1973年3月9日 - 2023年11月23日）は、ルーマニア・ブカレスト出身の女優、歌手、作曲家。

## 経歴
父親は元画家で、ニコラエ・チャウシェスク政権時代に活動を禁じられて建築家に転じた筋金入りのジャズ・ファン。母親はクラシックのファンであった。主に欧米のポップス、ロック、ゴスペルなどを聴いて育ち、ロマの音楽にも惹かれていた。
ルーマニア革命ののち、17歳でクリスチャンになり、ブカレスト大学にて音楽（1991年 - 1992年）のちに演劇（1996年まで）を学ぶ。
自身はアルメニア人とギリシャ人の血を引くルーマニア人であったが、1996年にトニー・ガトリフ監督の映画作品『ガッジョ・ディーロ』のオーディションに参加し、ロマのヒロイン役を演ずることになる。
1991年から1999年の間は、現代演劇、古典演劇を含めた演劇活動を行っている。
2023年11月23日に死去。数年前から肺がんと脳腫瘍を患っていた。50歳没。

## 音楽
歌手としてはサクソフォーン、ギター、ピアノの演奏もしていて、以下のアルバムに参加している。
- Gadjo Dilo - Un Film De Tony Gatlif (1998)
- Disparaîtra (1998)
- You're More Than That avec David Lynch à la guitare (1999)
- Anapoda, disponible sur l'album Spaced d'Alif Tree
- Coyette Ducensco, Gomez & Dubois avec la participation de Rone Hartner (2002)
- Bucovina Club Remix, avec DJ Shantel et DJ Click (2005)
- Boum Ba Clash Album avec DJ Click (2005)
- JaDORe (2006)
- Nationalité Vagabonde (2008)
- A Boris Vian, On n’est pas là pour se faire engueuler ! (2009)

## 出演作品
- 1993 : Trancers 4 & 5
- 1994 : Terente
- 1994 : Last Gasp
- 1995 : Signs in the Desert
- 1995 : Nekro
- 1995 : Ophelia
- 1996 : Double Extasy
- 1997 : ガッジョ・ディーロ
- 1998 : Je suis né d'une cigogne
- 1998 : Les Grands Enfants
- 1999 : Vive la mariée... et la libération du Kurdistan
- 1999 : Cours toujours
- 1999 : Sexy Harem Ada Kaleh
- 2000 : Sauve-moi
- 2000 : Mischka
- 2001 : Les Passions de Saint-Antoine
- 2001 : Loufok Psyka
- 2001 : La Ferme
- 2002 : Le Divorce
- 2002 : タイム・オブ・ザ・ウルフ
- 2002 : Maria
- 2004 : Visions de l'Europe (séquence Paris by night)
- 2005 : Travaux, on sait quand ça commence...
- 2006 : Le Manifeste de l'appoggiature (2006)
- 2006 : Madame Irma : la liseuse de pieds
- 2007 : Tombé d'une étoile
- 2008 : Baïnes
- 2011 : チキンとプラム 〜あるバイオリン弾き、最後の夢〜